# Cantone di Gennevilliers
Il Cantone di Gennevilliers è una divisione amministrativa dell'Arrondissement di Nanterre.
Esistito dal 1967 al 1984, è stato ricostituito a seguito della riforma approvata con decreto del 26 febbraio 2014, che ha avuto attuazione dopo le elezioni dipartimentali del 2015.

## Composizione
Comprende i seguenti 2 comuni:
- Gennevilliers
- Villeneuve-la-Garenne